# Původní bukové lesy Karpat a dalších oblastí Evropy
Původní bukové lesy Karpat a dalších oblastí Evropy je souhrnné pojmenování pro 94 oddělených lokalit na území osmnácti evropských států. Slovenské a ukrajinské lesní porosty byly na seznam světového dědictví zapsány v roce 2007 pod názvem „Původní bukové lesy Karpat“. V roce 2011 byla tato přírodní památka rozšířena o 5 lokalit v Německu a do názvu bylo přidáno „staré bukové lesy Německa“. V roce 2017 došlo k dalšímu rozšíření společné položky ze seznamu přírodního dědictví UNESCO o lokality v dalších evropských státech a název se změnil na „Původní bukové lesy Karpat a dalších oblastí Evropy“. V roce 2021 proběhlo další rozšíření o 14 lokalit v dalších několika evropských státech. Od července 2021 položka seznamu UNESCO sestává z 94 lokalit v 18 státech. 

## Přehled lokalit
- Albánie
  - Lumi i gashit (1 261,52 ha)
  - Rrajca (2 129,45 ha)
- Belgie
  - Soigneský les – Réserve forestière “Joseph Zwaenepoel” (187,34 ha)
  - Soigneský les – Grippensdelle A (24,11 ha)
  - Soigneský les – Grippensdelle B (37,38 ha)
  - Soigneský les – Réserve forestière du Ticton A (13,98 ha)
  - Soigneský les – Réserve forestière du Ticton B (6,50 ha)
- Bosna a Hercegovina
  - Prašuma Janj (295,04 ha)
- Bulharsko
  - Centrální Balkán – Boatin Reserve (1 226,88 ha)
  - Centrální Balkán – Tsarichina Reserve (1 485,81 ha)
  - Centrální Balkán – Kozya stena Reserve (644,43 ha)
  - Centrální Balkán – Stara reka Reserve (2 466,10 ha)
  - Centrální Balkán – Severen Dzhendem Reserve (591,2 ha)
  - Centrální Balkán – Dzhendema Reserve (1 774,12 ha)
  - Centrální Balkán – Severen Dzhendem (926,37 ha)
  - Centrální Balkán – Peesh skali Reserve (1 049,10 ha)
  - Centrální Balkán – Sokolna Reserve (824,90 ha)
- Česko
  - Jizerskohorské bučiny (444,81 ha)
- Francie
  - Chapitre (371,3 ha)
  - Grand Ventron (319,0 ha)
  - Messane (239,5 ha)
- Chorvatsko
  - Hajdučki i Rožanski kukovi (1 289,11 ha)
  - Paklenica – Suva draga-Klimenta (1 241,04 ha)
  - Paklenica – Oglavinovac-Javornik (790,74 ha)
- Itálie
  - Abruzzo, Lazio a Molise – Valle Cervara (119,70 ha)
  - Abruzzo, Lazio a Molise – Selva Moricento (192,70 ha)
  - Abruzzo, Lazio a Molise – Coppo del Morto (104,71 ha)
  - Abruzzo, Lazio a Molise – Coppo del Principe (194,49 ha)
  - Abruzzo, Lazio a Molise – Val Fondillo (325,03 ha)
  - Cozzo Ferriero (95,75 ha)
  - Falascone (254,3 ha)
  - Monte Cimino (57,54 ha)
  - Monte Raschio (73,73 ha)
  - Sasso Fratino (781,43 ha)
  - Pavari-Sfilzi (667,13 ha)
  - Pollinello (477,94 ha)
  - Valle Infernale (320,79 ha)
- Německo
  - Jasmund (492,50 ha)
  - Serrahn (268,10 ha)
  - Grumsin (590,10 ha)
  - Hainich (1 573,40 ha)
  - Kellerwald (1 467,10 ha)
- Polsko
  - Polonina Wetlinska a Smerek (1 178,03 ha)
  - Hraniční hřeben a údolí potoka Górna Solinka (1 506,05 ha)
  - Údolí potoka Terebowiec (201,00 ha)
  - Údolí říčky Wolosatka (586,66 ha)
- Rakousko
  - Dürrenstein (1 867,45 ha)
  - Vápencové Alpy – Hintergebirg (2 946,20 ha)
  - Vápencové Alpy – Bodinggraben (890,89 ha)
  - Vápencové Alpy – Urlach (264,82 ha)
  - Vápencové Alpy – Wilder Graben (1 149,75 ha)
- Rumunsko
  - Cheile Nerei-Beușnița (4 292,27 ha)
  - Codrul secular Șinca (338,24 ha)
  - Codrul secular Slătioara (609,12 ha)
  - Cozia – Masivul Cozia (2 285,86 ha)
  - Cozia – Lotrisor (1 103,30 ha)
  - Domogled-Valea Cernei – Domogled-Coronini – Bedina (5 110,63 ha)
  - Domogled-Valea Cernei – Iauna Craiovei (3 517,36 ha)
  - Domogled-Valea Cernei – Ciucevele Cernei (1 104,27 ha)
  - Groșii Țibleșului – Izvorul Șurii (210,55 ha)
  - Groșii Țibleșului – Preluci (135,82 ha)
  - Izvoarele Nerei (4 677,21 ha)
  - Strimbu Băiuț (598,14 ha)
- Severní Makedonie
  - Dlaboka Reka (193,27 ha)
- Slovensko
  - Havešová (167,88 ha)
  - Rožok (74,37 ha)
  - Stužica – Bukovské Vrchy (1 742,47 ha)
  - Vihorlat (1 553,06 ha)
- Slovinsko
  - Krokar (47,9 ha)
  - Snežnik-Ždrocle (720,24 ha)
- Španělsko
  - Hayedos de Ayllon – Tejera Negra (255,52 ha)
  - Hayedos de Ayllon – Montejo (71,79 ha)
  - Hayedos de Navarra – Lizardoia (63,97 ha)
  - Hayedos de Navarra – Aztaparreta (171,06 ha)
  - Hayedos de Picos de Europa – Cuesta Fria (213,65 ha)
  - Hayedos de Picos de Europa – Canal de Asotin (109,58 ha)
- Švýcarsko
  - Forét de la Bettlachstock (195,43 ha)
  - Lesní rezervace Valli di Lodano, Busai a Soladino (jedna lokalita; 806,78 ha)
- Ukrajina
  - Čornohora (2 476,8 ha)
  - Kuzij – Tribušany (1 369,6 ha)
  - Maramoroš (2 243,6 ha)
  - Stužica – Užok (2 532 ha)
  - Svidovec (3 030,5 ha)
  - Uholka – Široký luh (11 860 ha)
  - Horhany (753,48 ha)
  - Roztochya (384,81 ha)
  - Satanіvska Dacha (212,01 ha)
  - Siněvir – Darvaika (1 588,46 ha)
  - Siněvir – Kvasovets (561,62 ha)
  - Siněvir – Strymba (260,65 ha)
  - Siněvir – Vilshany (454,31 ha)
  - Zacharovanyi Krai – Irshavka (93,97 ha)
  - Zacharovanyi Krai – Velykyi Dil (1 164,16 ha)

## Fotogalerie

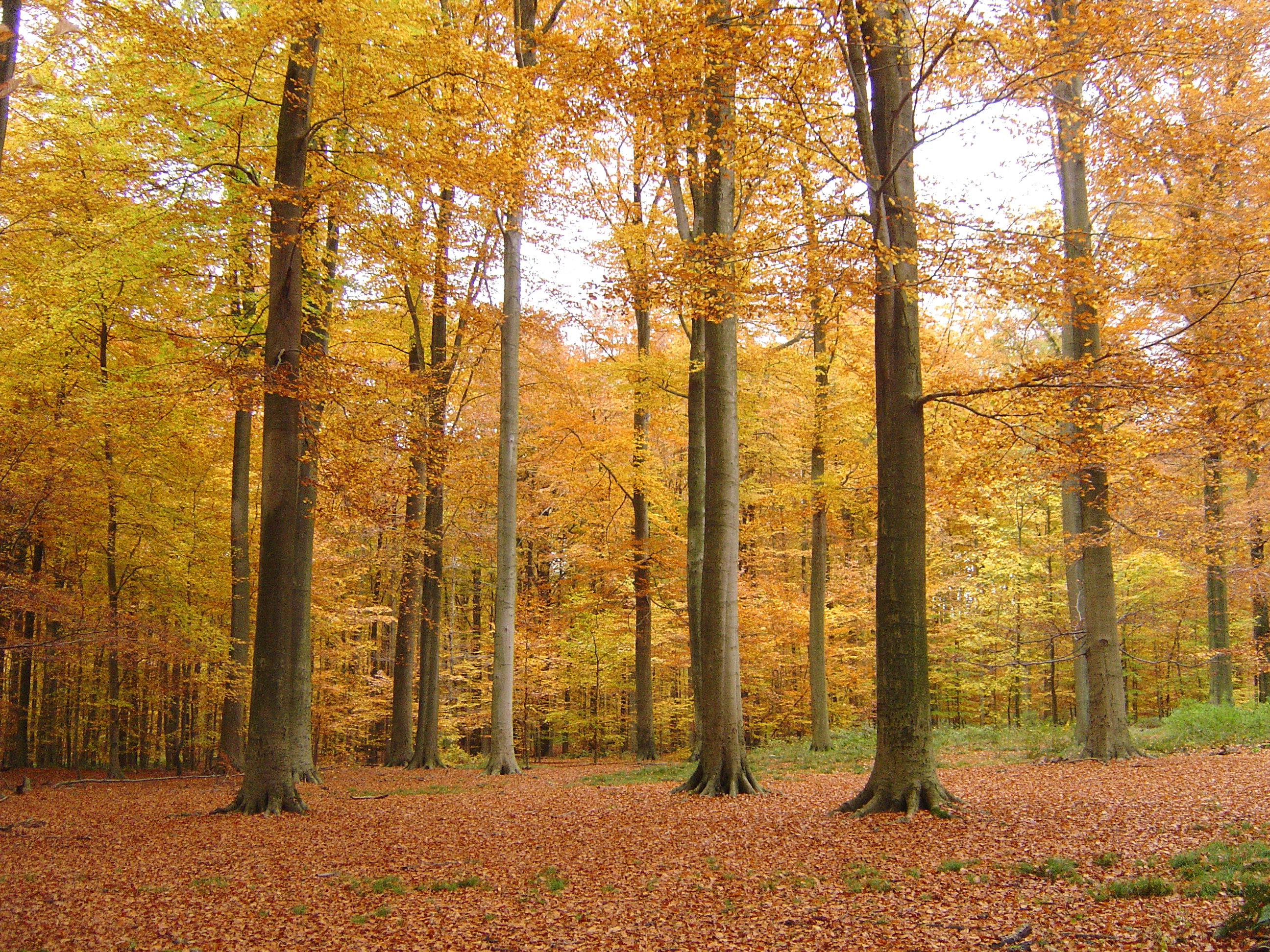
Soigneský les, BE
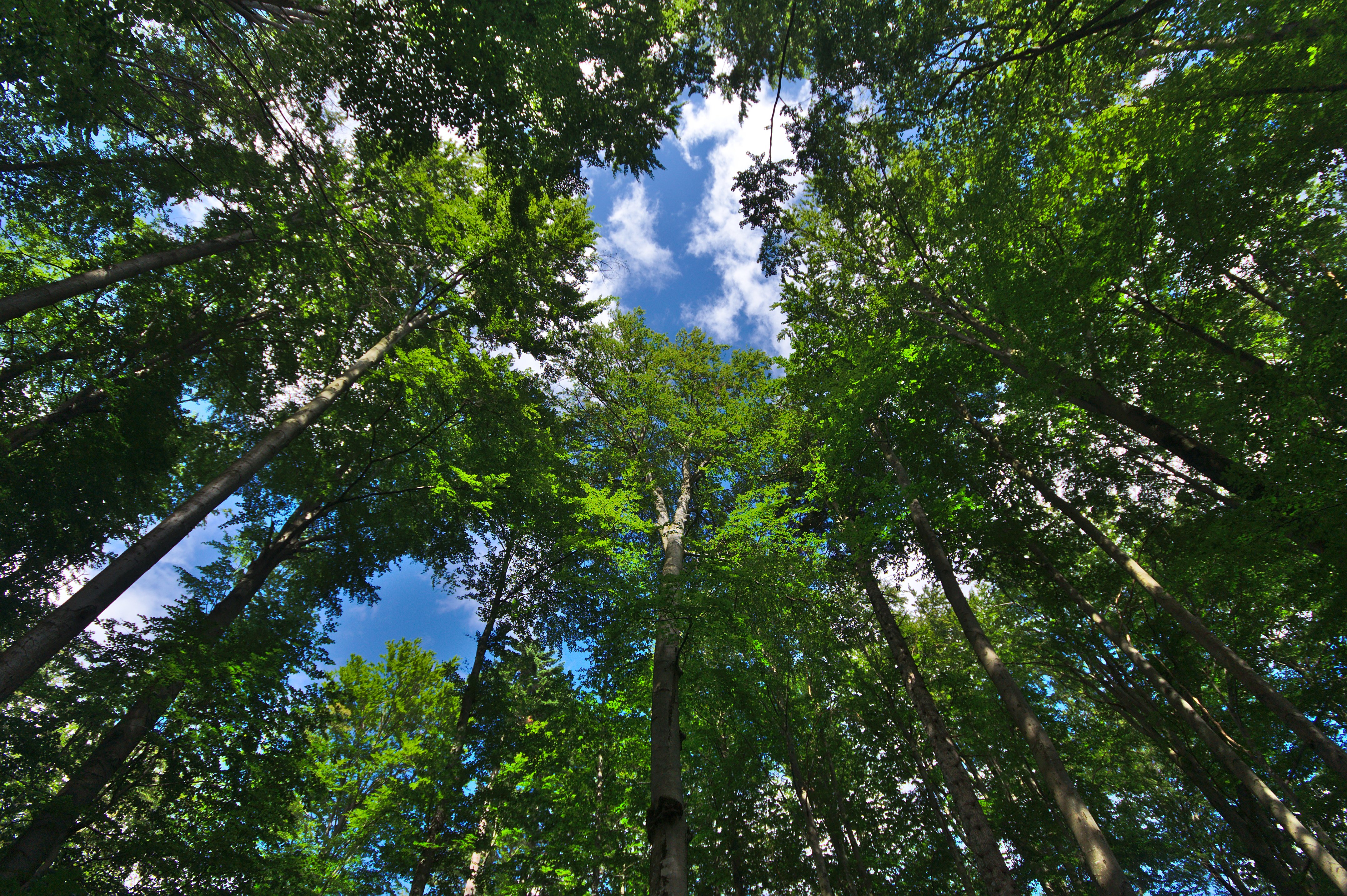
Stružica, SK
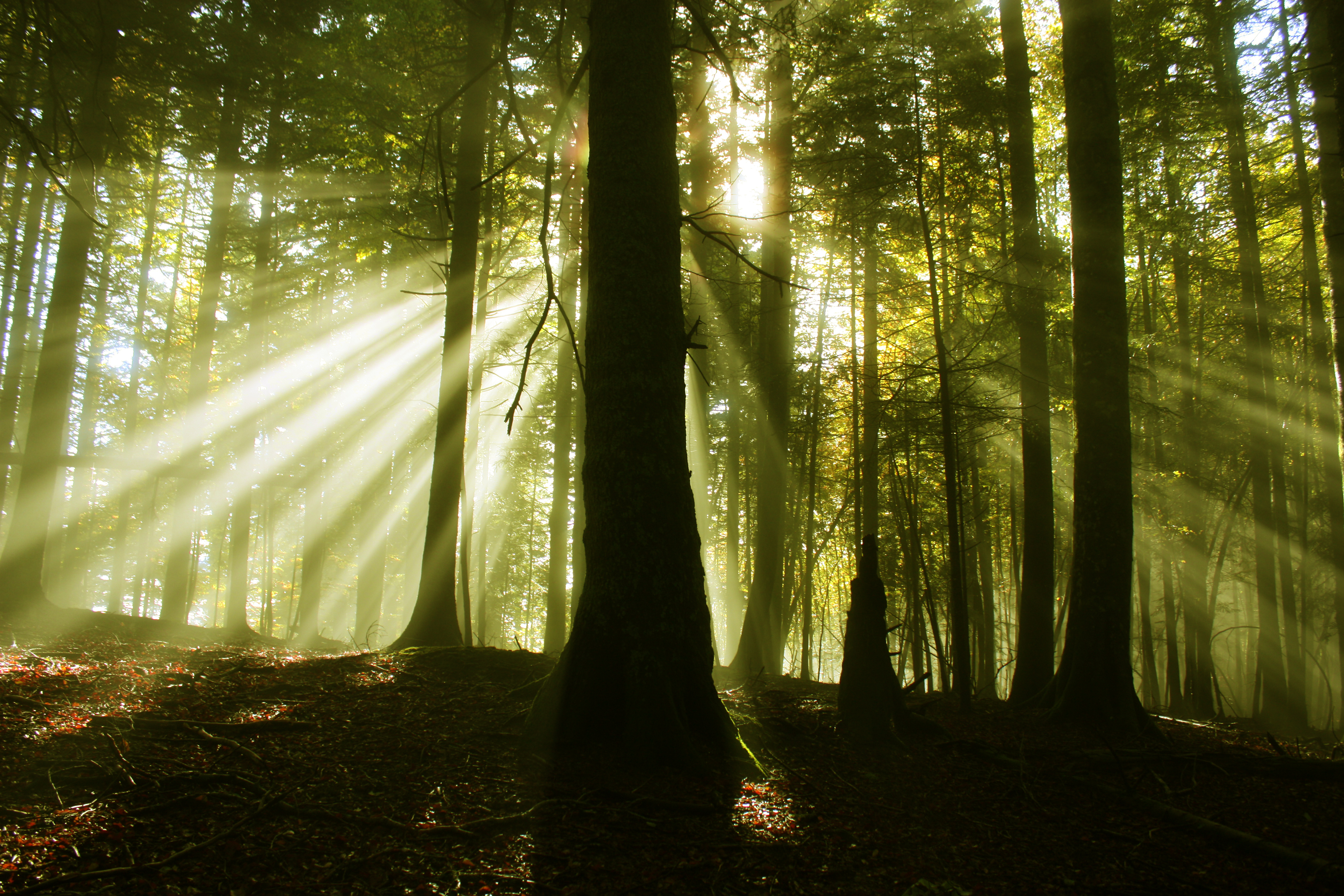
Navarra, ES
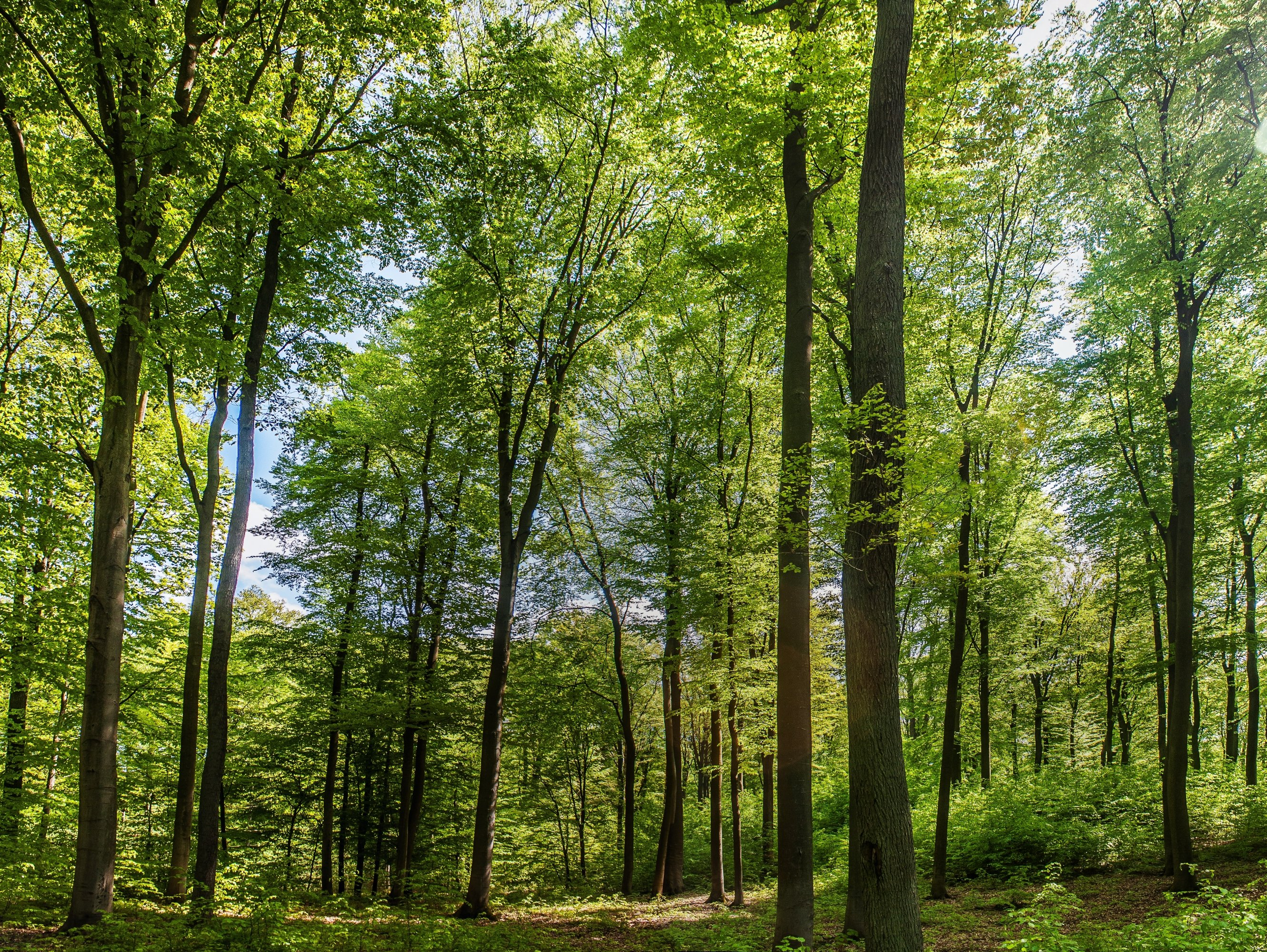
Grumsin, DE
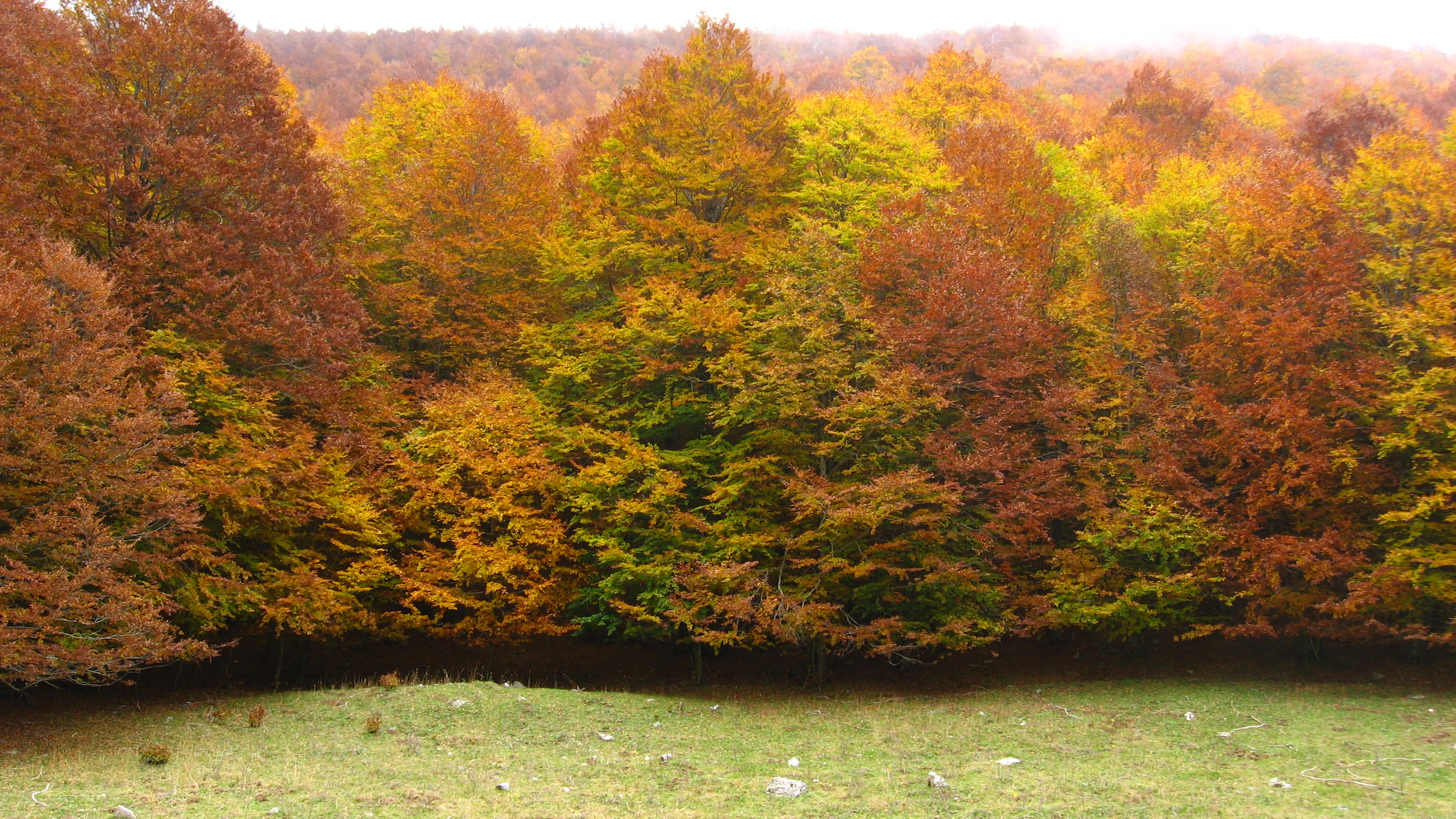
Cozzo Ferriero, IT
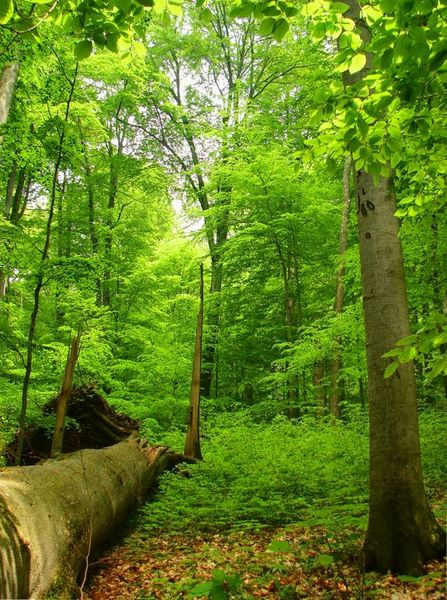
Havešová, SK
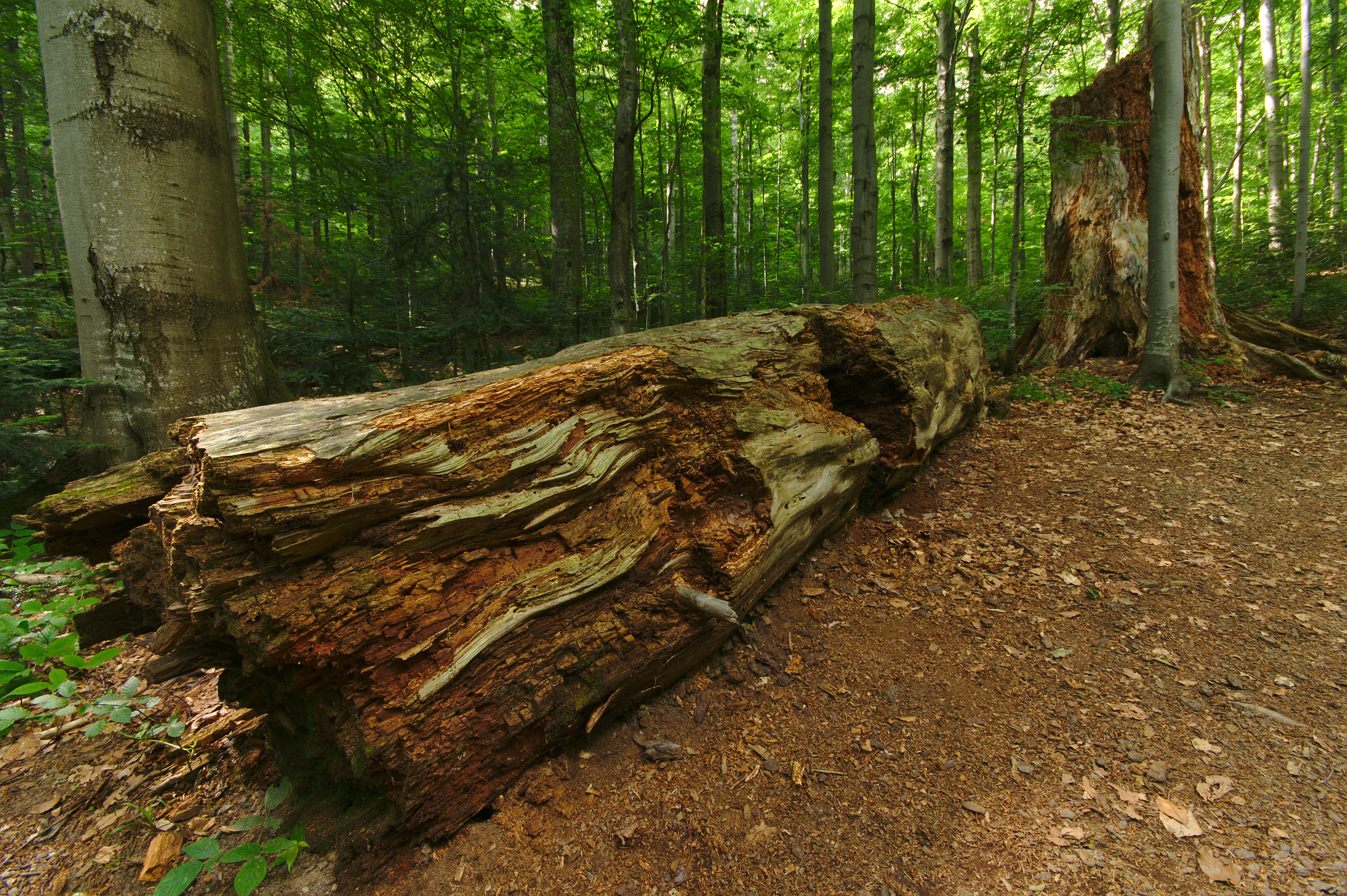
Stužica, SK
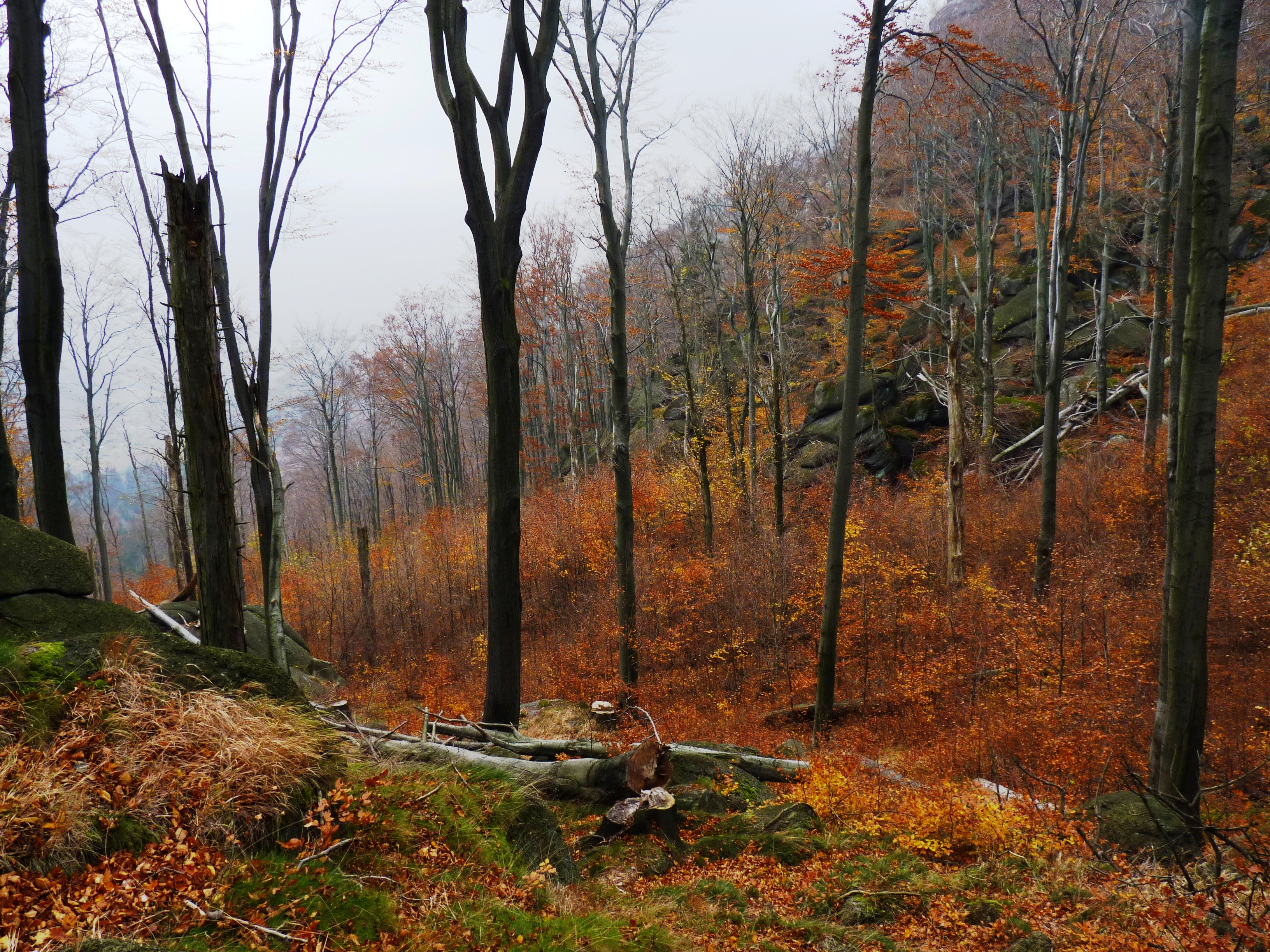
Jizerskohorské bučiny, CZ
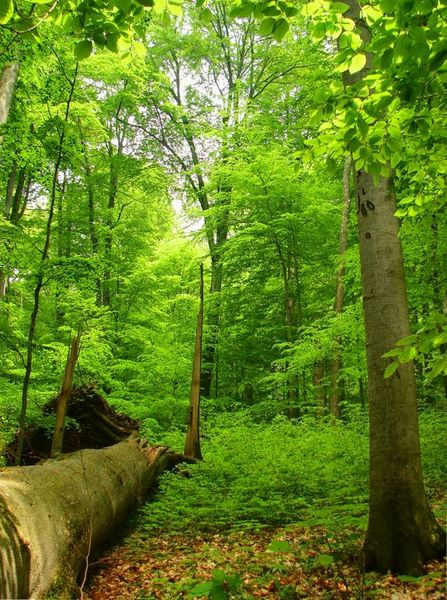
Havešová, SK
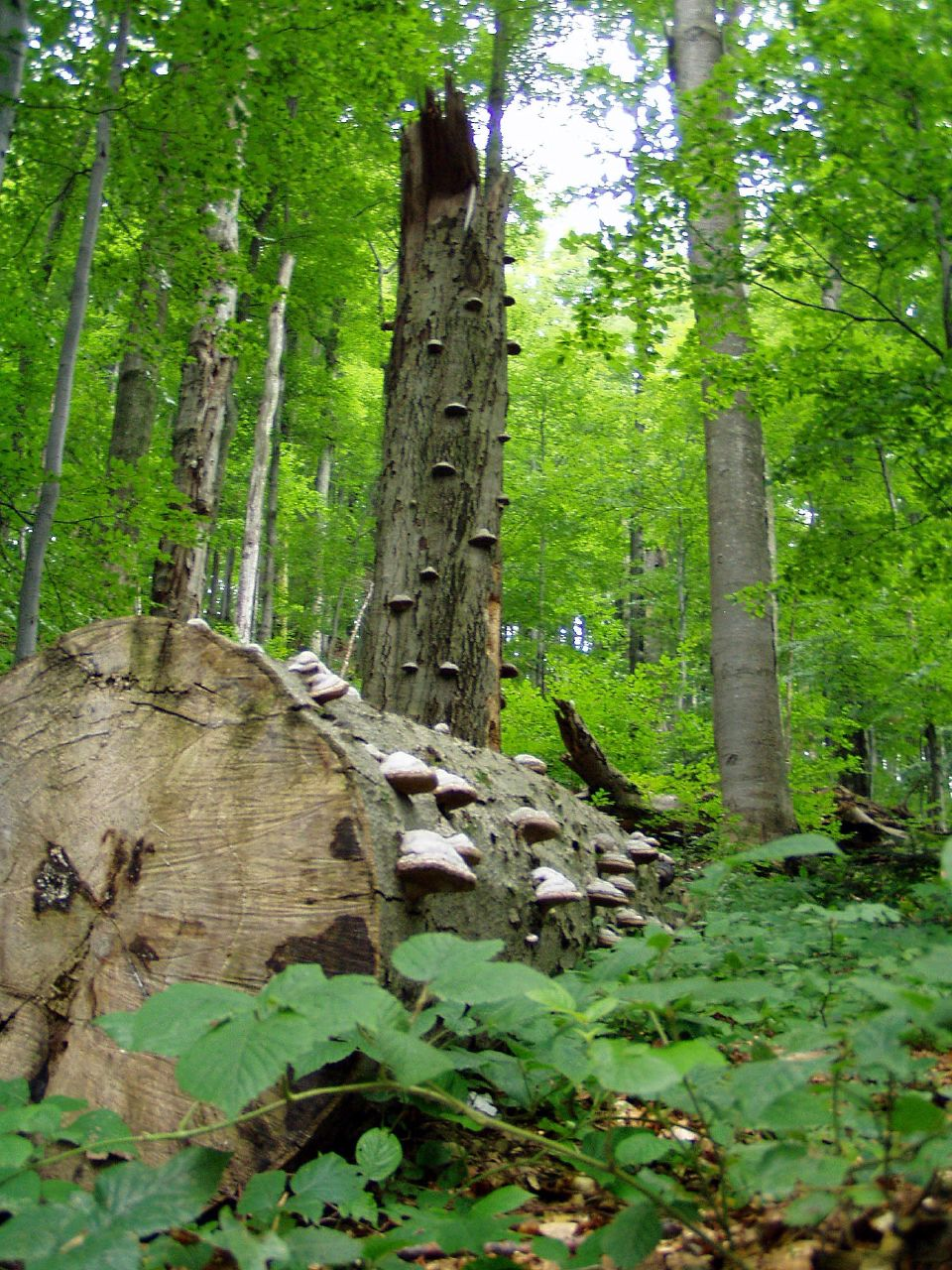
Stužica, SK
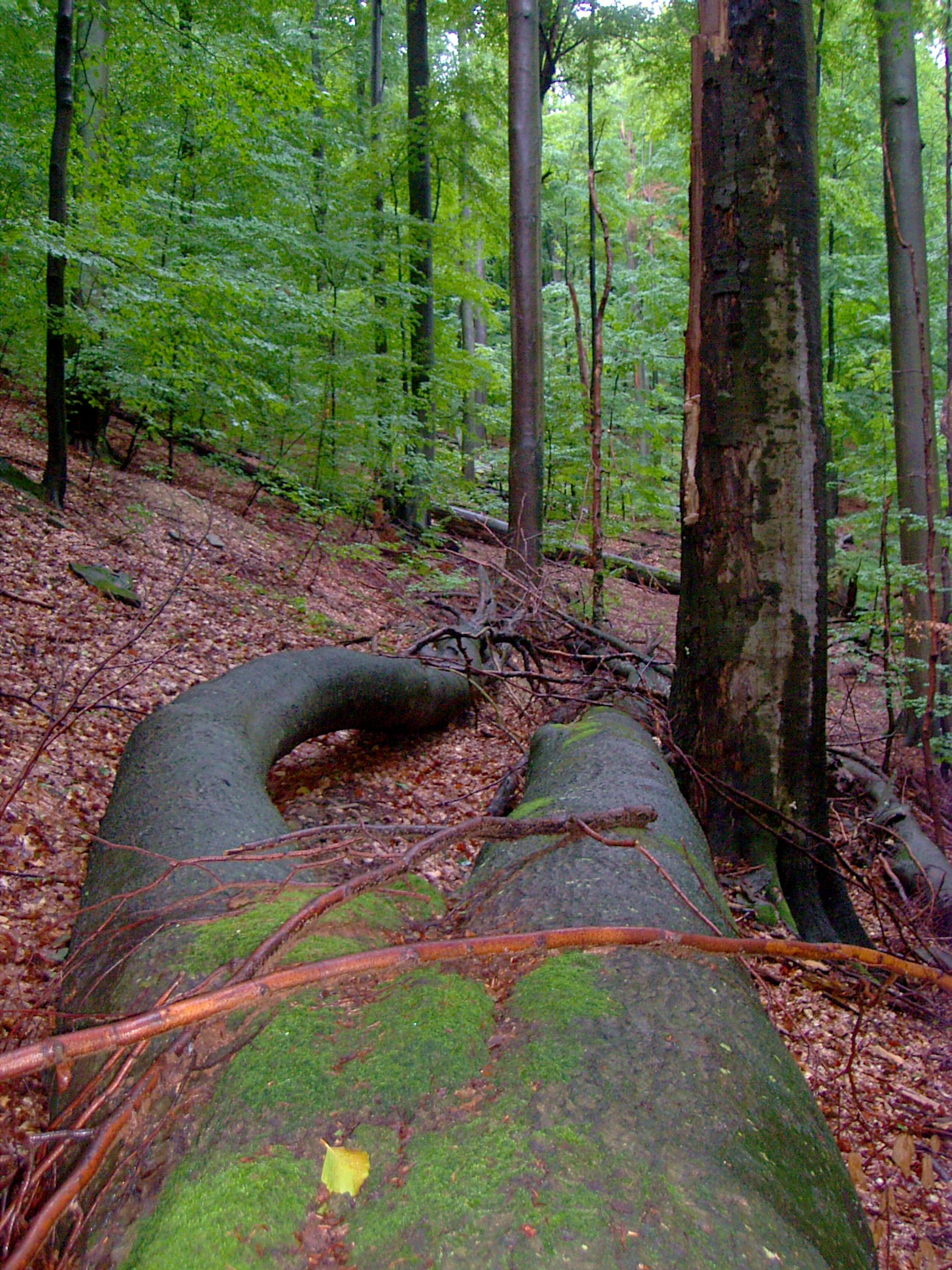
Rožok, SK
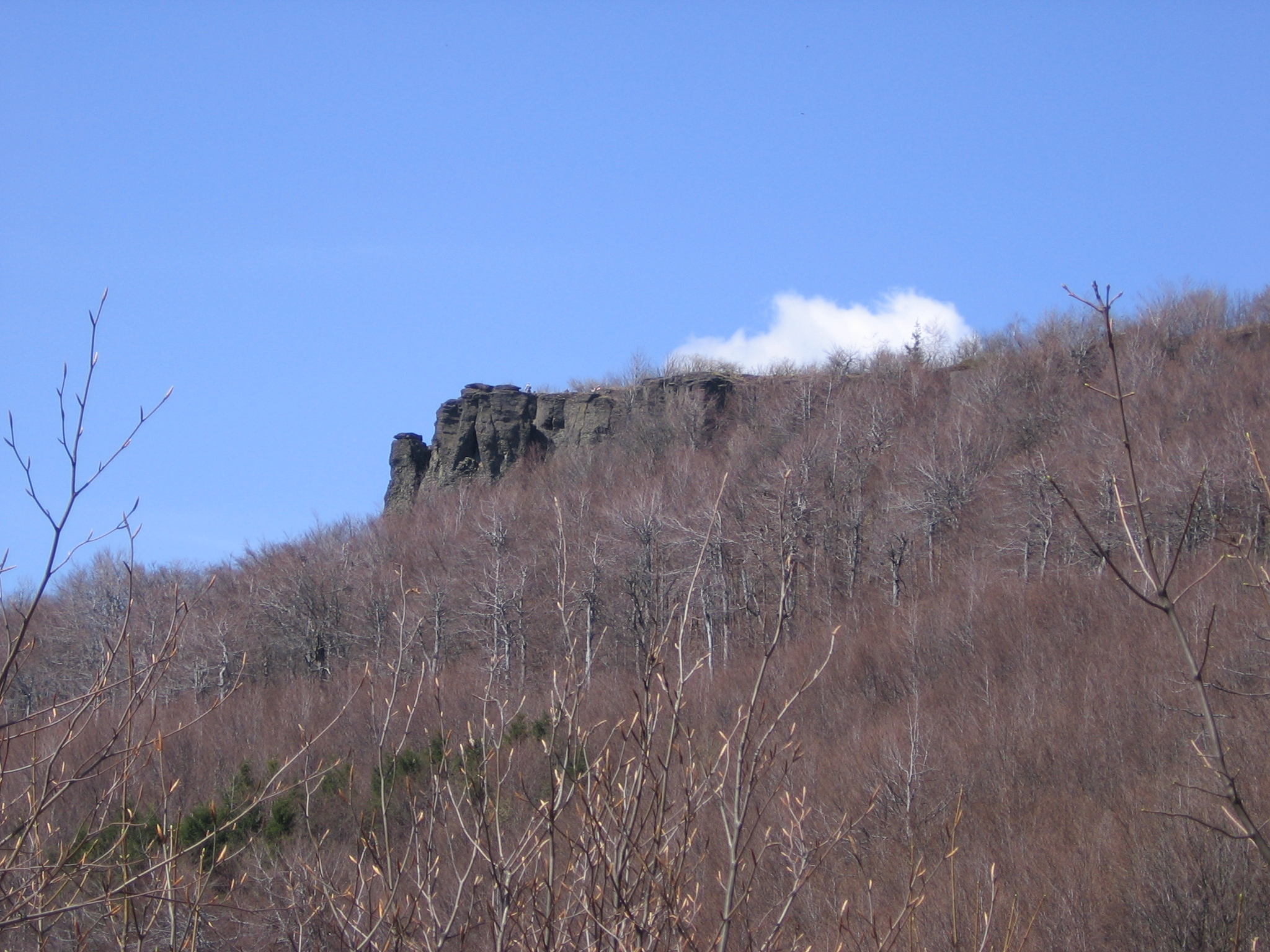
Vihorlat, SK
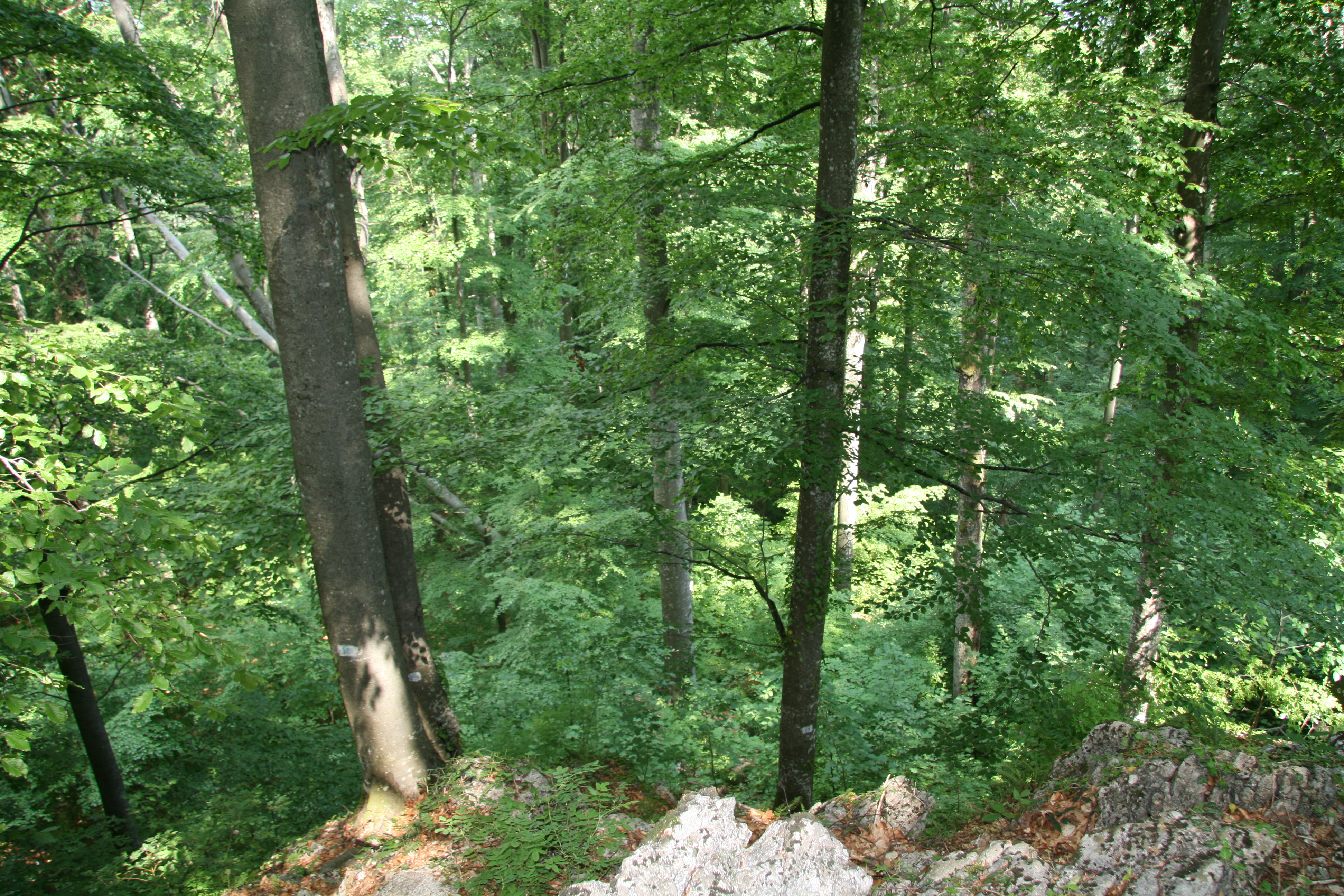
Čornohora, UA
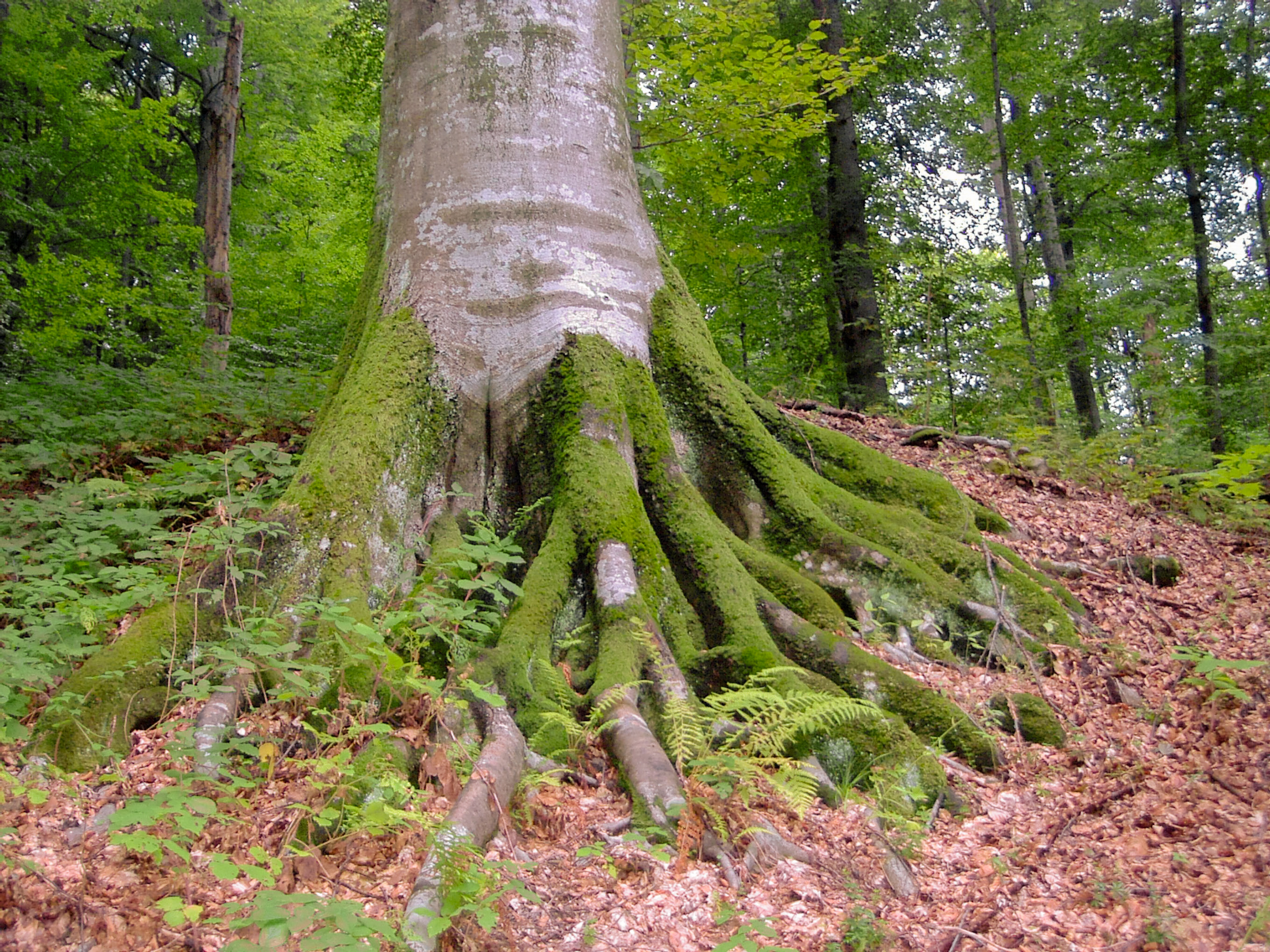
Uholka- Široký luh, UA
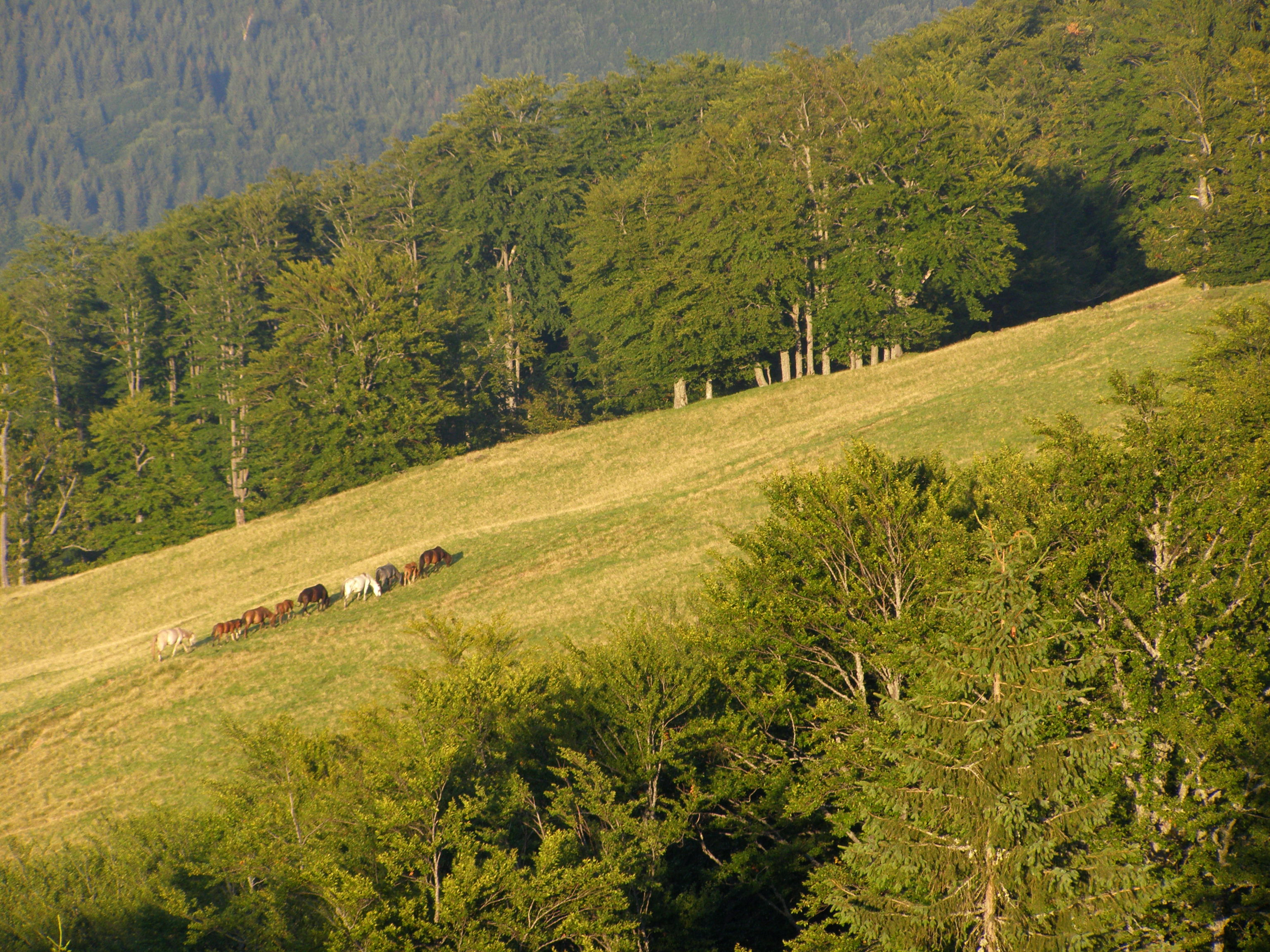
Svidovec, UA
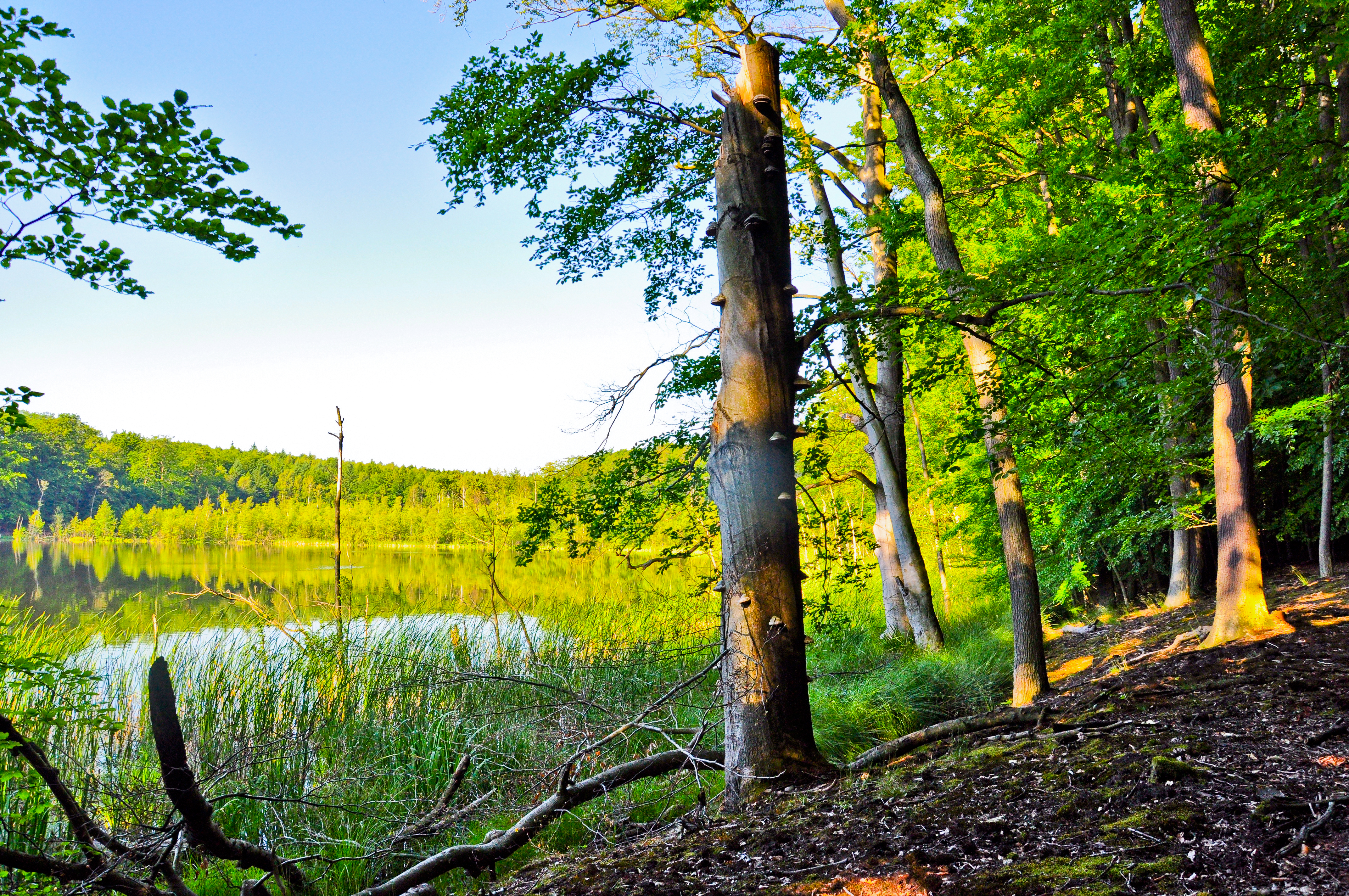
Grumsin, DE
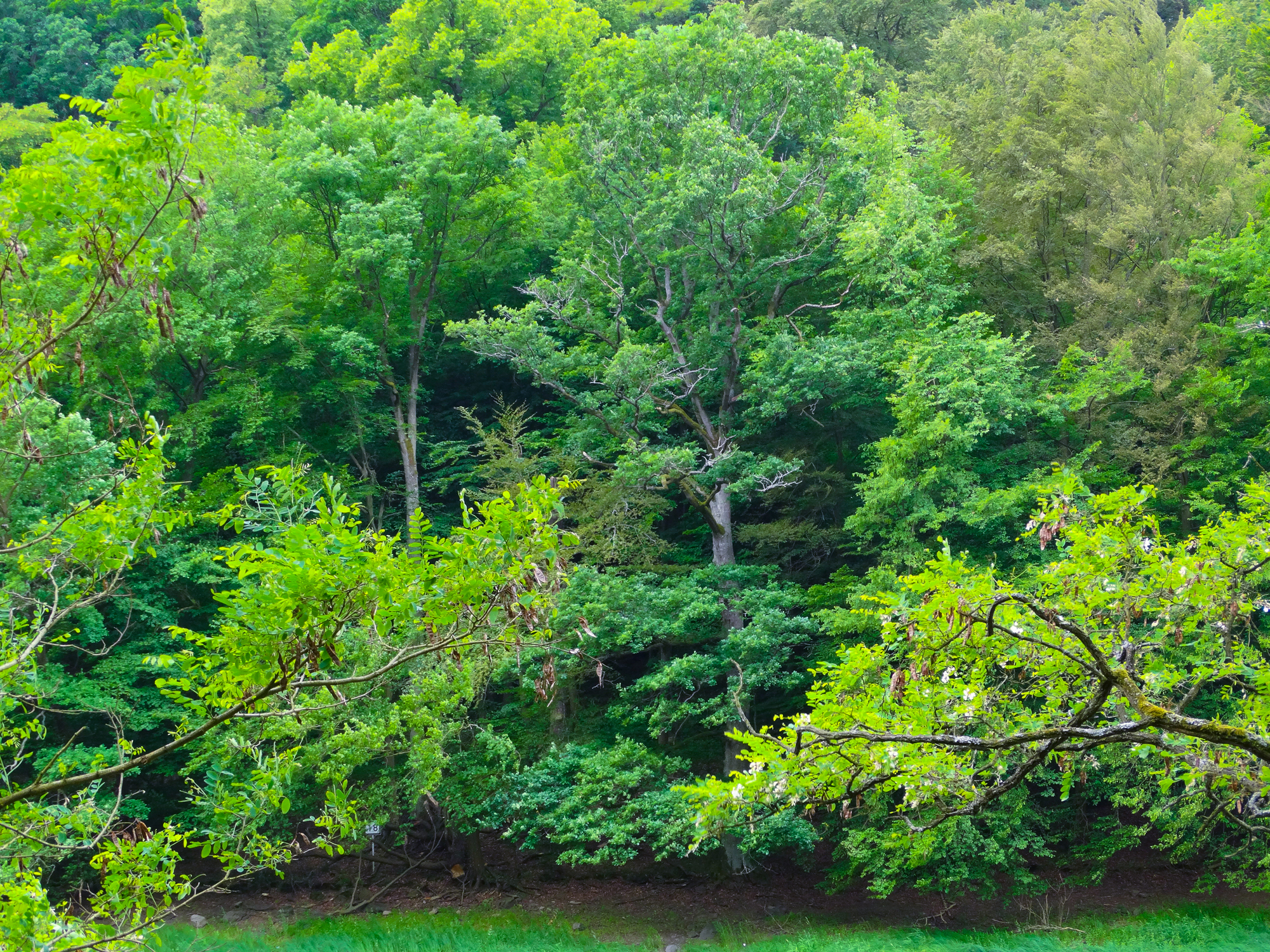
Kellerwald, DE
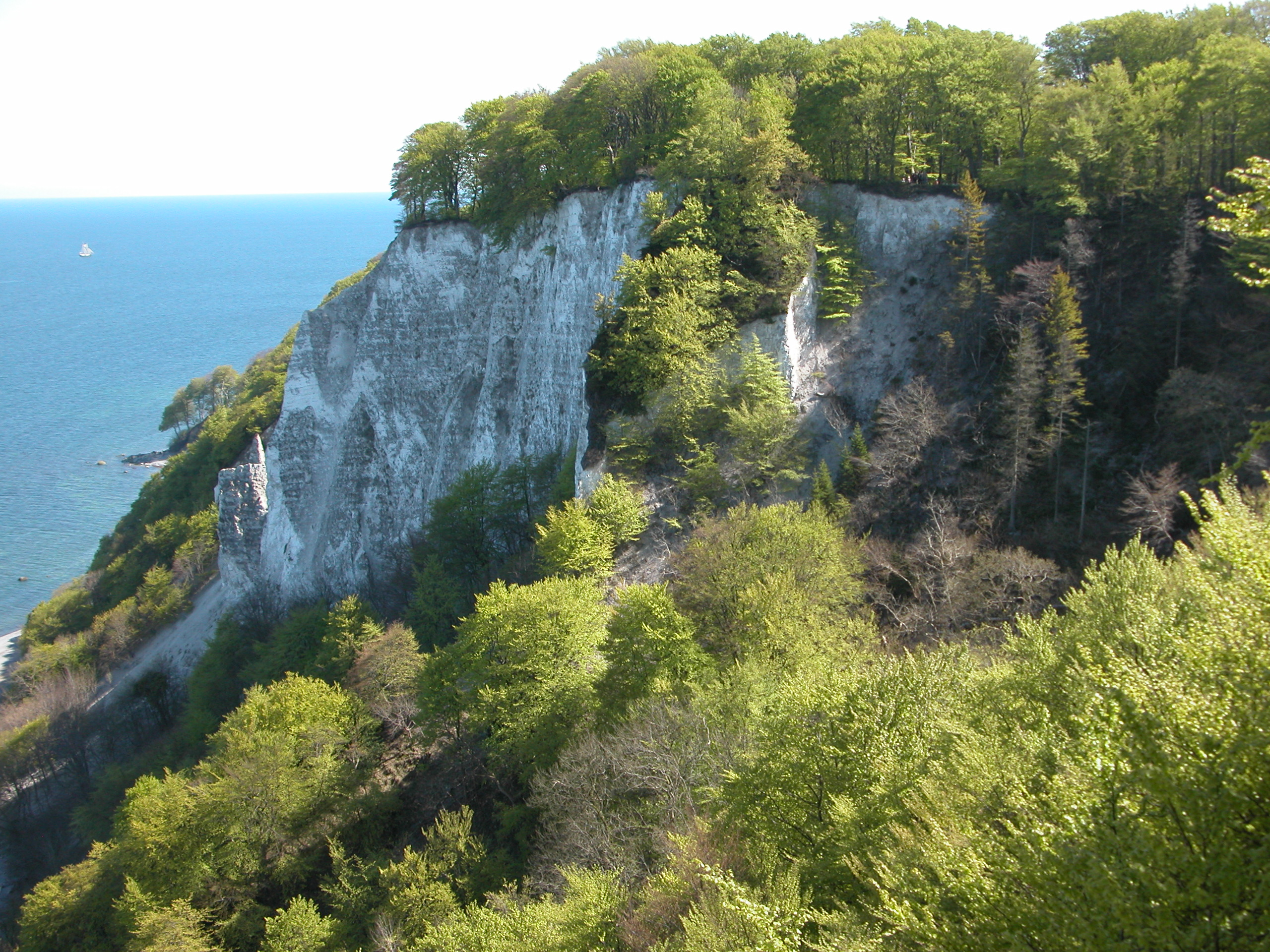
Jasmund, DE
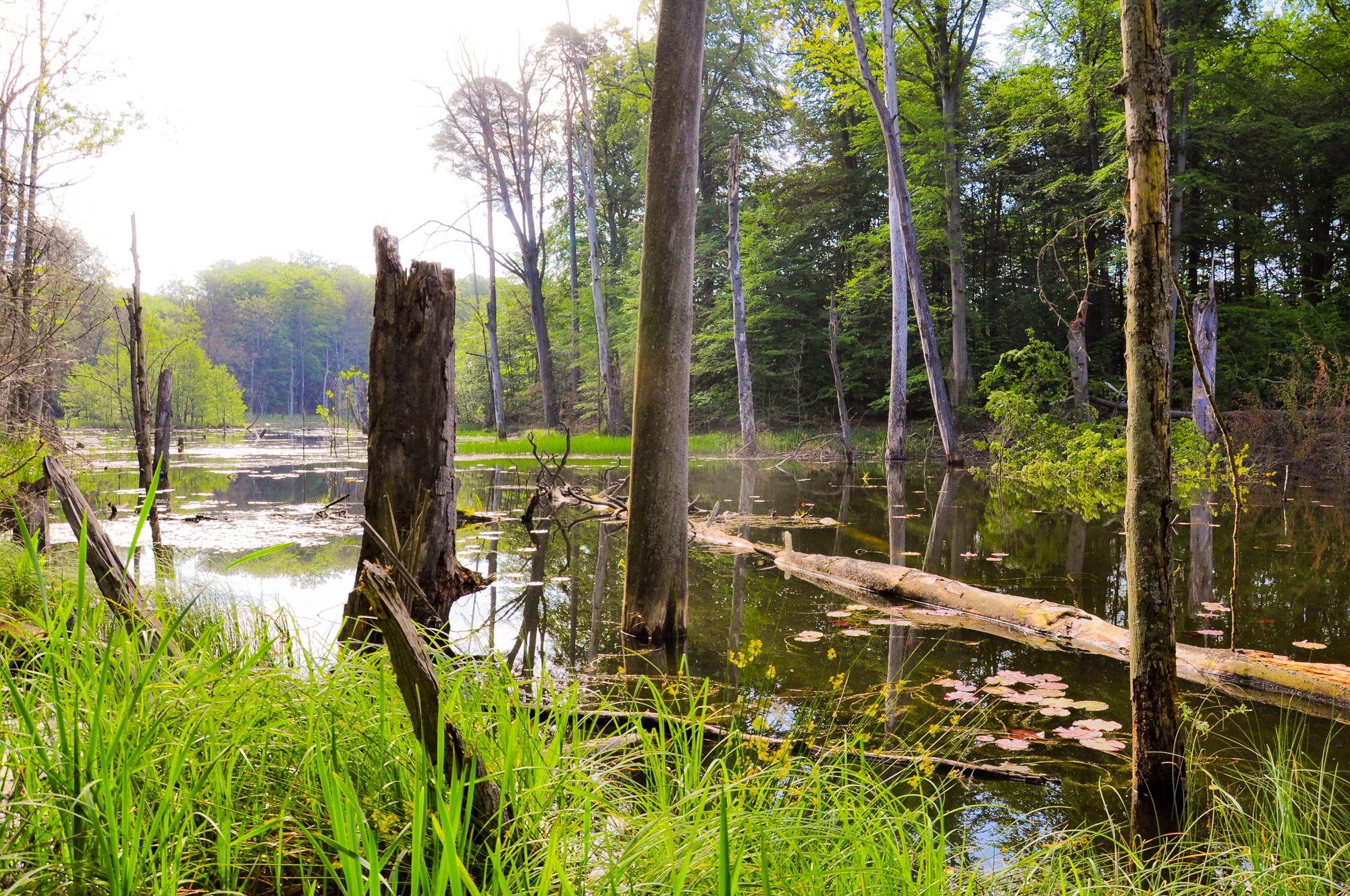
Serrahn, DE
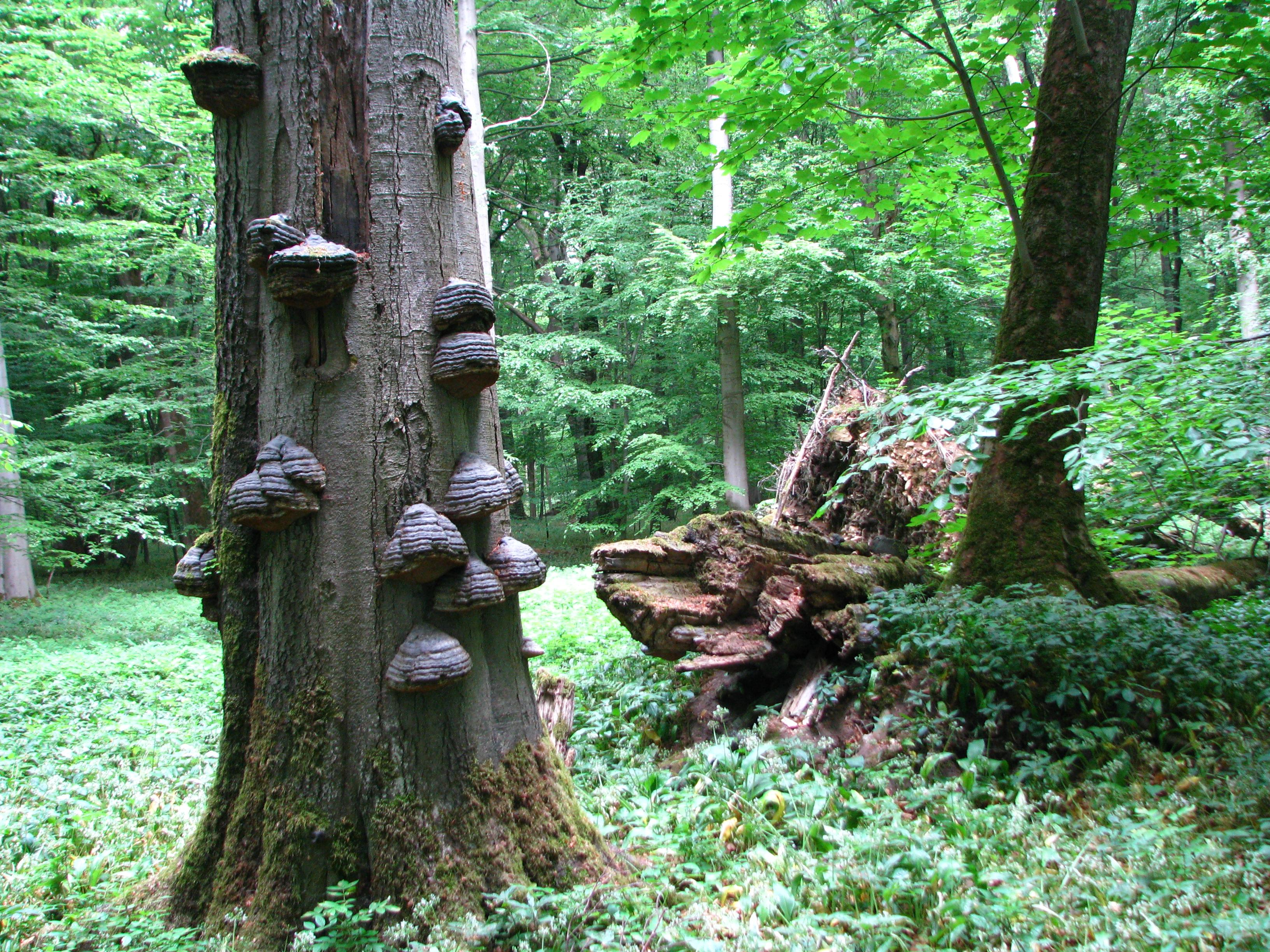
Hainich, DE